# Thor hos Udgårdsloke
Thor hos Udgårdsloke er en fortælling fra den nordiske mytologi. Den er en fortsættelse af historien om hvordan Tjalfe og Røskva blev Thors tjenere.
På denne, som på så mange andre af Thors rejser i Jotunheim var Loke med. Tjalfe og Røskva blev samlet op og er også med på denne tur.
| Mytologi | Spire Denne artikel om mytologi er en spire som bør udbygges. Du er velkommen til at hjælpe Wikipedia ved at udvide den. |